# Racalmuto
Racalmuto is een gemeente in de Italiaanse provincie Agrigento (regio Sicilië) en telt 9642 inwoners (31-12-2004). De oppervlakte bedraagt 68,3 km², de bevolkingsdichtheid is 141 inwoners per km².

## Demografie
Racalmuto telt ongeveer 3289 huishoudens. Het aantal inwoners daalde in de periode 1991-2001 met 6,5% volgens cijfers uit de tienjaarlijkse volkstellingen van ISTAT.
| Jaar | Inwoneraantal |
| ---- | ------------- |
| 1991 | 10.752        |
| 2001 | 10.051        |

## Geografie
De gemeente ligt op ongeveer 455 m boven zeeniveau.
Racalmuto grenst aan de volgende gemeenten: Bompensiere (CL), Canicattì, Castrofilippo,  Favara, Grotte, Milena (CL), Montedoro (CL).

## Geboren in Racalmuto
- Leonardo Sciascia (1921-1989), schrijver en politicus
- Salvatore Puma, operazanger